# Compsopsectra elegans
Compsopsectra elegans är en fjärilsart som beskrevs av Reginald James West 1932.
Compsopsectra elegans ingår i släktet Compsopsectra och familjen snigelspinnare. Inga underarter finns listade i Catalogue of Life.